# Andromache
Andromache var datter af kong Eetion af Mysien i Lilleasien. Hun var gift med den trojanske helt og kronprins Hektor, som blev dræbt af den græske helt Achilleus under den trojanske krig. Hun og Hektor havde sønnen Astyanax, der blev dræbt, da grækerne indtog Troja.
Efter Hektors død blev hun slavinde for Acilleus' søn og fik to børn med ham.

## Andromache i Euripides' tragedie
Hun er hovedpersonen i Euripides' tragedie Andromache. Tragedien foregår, mens hun er slavinde for Achilleus' søn Neoptolemos. Dennes kone Hermione er jaloux på hende, da Neoptolemos foretrækker Andromache og fordi Hermione ikke har født ham nogen børn, mens Andromache har. Hermione forsøger at få Menelaos til at dræbe hende. Andromache reddes i sidste øjeblik af Peleus. Neoptolomos dræbes af Orestes. I slutningen af stykket kommer gudinden Thetis som dea ex machina: Hendes søn bliver lovet kongeriget Molossia, hvor Andromache kan blive gift med Hektors bror Helenos.

## Andromache i senere litteratur
Hun bliver senere person i Æneiden ca. 15 f.Kr. og af den franske dramatiker Jean Racine i 1700-tallet.